# Goldbach, Aschaffenburg
Goldbach là một đô thị thuộc huyện Aschaffenburg bang Bayern nước Đức

## Thành phố kết nghĩa
- Courseulles-sur-Mer, Calvados, Pháp